# Pantera Rosa - Il mistero Clouseau
Pantera Rosa - Il mistero Clouseau (Curse of the Pink Panther) è un film del 1983 diretto da Blake Edwards. Si tratta del settimo capitolo della serie.

## Trama
Nel Lugash, il leggendario diamante Pantera Rosa viene rubato da un museo da un uomo di nome Gino Rossi. Rossi lo offre quindi alla contessa Chandra nella sua spa privata sull'isola di Maiorca. Tuttavia, la vendita viene interrotta dall'ispettore capo Jacques Clouseau della Sûreté, la polizia nazionale francese. Quando Rossi prende di mira l'ispettore, Chandra spara al ladro e gli punta la pistola contro.
Il governo francese è scosso dalla scomparsa del suo più grande detective e incarica l'ispettore capo Dreyfus, aiutato da "Aldous", il super computer Huxley 600, di trovare un candidato adatto per risolvere il mistero. Tuttavia, Dreyfus è felicissimo di essere libero dallo stupido Clouseau e sabota il computer, programmandolo per determinare il detective meno capace del mondo. Aldous sceglie l'agente Clifton Sleigh, un poliziotto di New York ben intenzionato ma inetto.
A New York, Clifton Sleigh viene mostrato mentre esegue un'operazione di infiltrazione quando si traveste da donna per acciuffare uno scippatore, solo per essere avvicinato da un vecchio porco malizioso, un protettore e un paio di prostitute che pensano che si stia intromettendo sul loro territorio, e viene arrestato da un paio di poliziotti che pensano che sia una prostituta mentre il ladro ruba la borsa di un'altra donna proprio sotto il naso di tutti. Al distretto, l'assediato comandante di Clifton, il tenente Palmyra, è incredulo quando informa Clifton del suo incarico in Francia, ma consegna volentieri il peggior detective della città alla Sûreté.
Nel frattempo, un gruppo di boss mafiosi celebra le loro migliori fortune dalla scomparsa di Clouseau, e il loro capo, Bruno, assicura l'assenza permanente dell'ispettore assumendo un assassino per uccidere Clifton prima che lasci gli Stati Uniti. Tuttavia, Clifton si rivela un difficile bersaglio, e l'uomo armato cade e muore mentre prende la mira. Un altro killer attende Clifton all'aeroporto di Parigi, ma inciampa e cade sul suo stesso coltello.
Quando Clifton entra nell'ufficio di Dreyfus per incontrarlo per la prima volta, urta la scrivania, che spinge l'ispettore attraverso la finestra aperta e nella vasca dei pesci, in cemento, due piani più in basso. Mentre Dreyfus si riprende dalle ferite a causa di una gamba rotta, Clifton irrompe nell'appartamento di Clouseau, ora un museo dedicato al detective, e viene attaccato da Cato, il fedele servitore di Clouseau. Clifton sconfigge Cato, che riferisce il detective del professor Auguste Palles, il creatore dei travestimenti di Clouseau e l'ultima persona conosciuta ad averlo visto vivo. Clifton va al negozio del professore e, sebbene Palles non abbia informazioni su Clouseau, offre al detective la sua ultima invenzione, l'Instant Companion, una bambola gonfiabile e realistica. Un altro attentato alla vita di Clifton non fa che aumentare la sua determinazione ed egli notifica a Dreyfus che inizierà le sue indagini sulla scena del furto nel Lugash.
Il presidente del Lugash, che ha già speso i soldi dell'assicurazione del diamante rubato, viene avvisato dell'arrivo di Clifton e ordina alla sua polizia segreta di rimandare il detective in Francia prima che possa raccogliere qualsiasi prova. Dalla sua spa privata sull'isola di Maiorca, Chandra segue divertita i progressi di Clifton e condivide la notizia con Clouseau, il cui volto è oscurato dalle bende dopo la chirurgia plastica.
La prossima destinazione di Clifton è Nizza in Costa Azzurra, dove incontra Sir Charles Litton, sua moglie, Lady Simone Litton, e il nuovo arrivato, George. La goffaggine del detective spinge i Litton a chiedere se è imparentato con Clouseau. Clifton nega ogni relazione, ricordando che il presidente del Lugash ha posto la stessa domanda. Sir Charles ammette di essere stato interrogato da Clouseau poco dopo la rapina, ma nega ogni colpa, insieme alla voce che sia il brillante ladro di gioielli noto come "The Phantom" e che George sia il suo successore. Quindi consiglia a Clifton di continuare la sua indagine a Valencia, in Spagna.
In Spagna, Clifton noleggia un taxi per portarlo al suo hotel, ma presto scopre gli scagnozzi di Bruno all'inseguimento. Dopo essere fuggito a malapena, Clifton elude i gangster con l'aiuto del suo Instant Companion, che crea l'illusione di una giovane coppia in vacanza. Tuttavia, una sigaretta smarrita provoca una perdita d'aria nella bambola e Clifton torna al suo hotel per rigonfiare la sua "compagna" con un tubo del gas, mentre aggiorna Dreyfus per telefono.
Clifton sopravvive all'esplosione risultante e si reca a Valencia, dove è in corso una festa. Gli uomini di Bruno continuano la loro ricerca, ma Clifton sfugge loro nelle strade affollate e si rifugia in una discoteca, dove incontra Juleta Shane, una giovane donna inglese con un'attitudine per le arti marziali. Insieme sconfiggono i gangster e tornano in hotel, dove Juleta cerca di sedurre Clifton. Nel frattempo, Dreyfus osserva la coppia da una finestra vicina e telefona al capo della polizia di Valencia Vichila, dicendo che Clifton è un impostore. Quando Juleta tenta di avvelenare la bevanda di Clifton, viene colpita da un dardo tranquillante da un aggressore invisibile e Vichila arriva pochi istanti dopo per arrestare Clifton. Il capo della polizia informa Clifton che la sua compagna è in realtà Julie Morgan, la segretaria personale della contessa Chandra. Quando un poliziotto beve inconsapevolmente il vino avvelenato e cade morto per strada, Clifton ne approfitta per fuggire in mezzo a una folla di festaioli. George passa davanti e offre al detective un passaggio allo yacht dei Litton.
La mattina dopo, Clifton si unisce ai Litton mentre salpano per Maiorca, mentre il capo Vichila consiglia a Chandra di aspettarsi una visita dal detective. Non riuscendo a raggiungere la spa dalla costa, Clifton si cala in paracadute sulla struttura, ma viene abbattuto da Dreyfus, costretto sulla sedia a rotelle, che viene spinto da una scogliera in mare dal rinculo del bazooka. Per nulla turbata dall'atterraggio di Clifton attraverso il suo soffitto di vetro colorato, Chandra invita il detective a unirsi a lei e al suo "amante" per un drink. Clifton è sbalordito dalla somiglianza di Clouseau con l'attore Roger Moore (accreditato come Turk Thrust II), e trascura l'accento francese e la profonda stupidità dell'ispettore. Chandra convince Clifton che Clouseau, sotto lo pseudonimo del defunto "Gino Rossi", ha visitato le terme un anno prima per poi recarsi a Madrid per un intervento di chirurgia plastica.
Nel frattempo, Chandra e Clouseau aprono la loro cassaforte per guardare la Pantera Rosa, ma al suo posto trovano solo un guanto bianco.
Al quartier generale della Sûreté, Dreyfus dichiara chiuso il caso dopo aver determinato (erroneamente) che Clouseau, fingendosi Rossi, ha rubato il diamante. Sollevato dal fatto che Clouseau sia fuori dalla sua vita, Dreyfus dà fuoco al dossier dell'ispettore, ma le fiamme inghiottono rapidamente la sua scrivania e Clifton viene in soccorso con una manichetta antincendio. La forza dell'acqua catapulta l'ispettore attraverso la finestra aperta e giù nella fontana di cemento sottostante... di nuovo.
Nella scena finale, sullo yacht dei Litton, George ammira il diamante della Pantera Rosa rubato, mentre Sir Charles commenta la scomparsa del suo unico guanto bianco. Simone suggerisce che sta continuando l'eredità di "The Phantom". I tre criminali poi brindano al loro successo.

## Produzione
Girato negli USA, il film è stato messo in produzione appena terminate le riprese di Sulle orme della Pantera Rosa (1982) e ne è una continuazione. È il primo film della serie in cui non appare Peter Sellers (nel precedente appariva in sequenze ricavate da scarti delle pellicole precedenti). Il film rappresenta inoltre l'ultima apparizione del diamante "Pantera Rosa".
Nel film recitano gli attori già presenti nei capitoli precedenti: David Niven, qui alla sua ultima apparizione (soffriva infatti di una sindrome che lo rese muto e che di lì a poco l'avrebbe portato alla morte, motivo per il quale la voce dell'edizione originale è stata prestata da Rich Little); Capucine, che nel film ha lo stesso ruolo che aveva nel primo film La Pantera Rosa e Sulle orme della Pantera Rosa; Herbert Lom; Burt Kwouk e Robert Wagner. È stato anche l'ultimo film per Harold Kasket.
Il film intendeva presentare il personaggio di Clifton Sleigh (interpretato da Ted Wass) come il nuovo protagonista dei film della serie della Pantera Rosa, ma il progetto non è mai decollato. Dieci anni più tardi la serie presenterà invece il figlio di Clouseau ne Il figlio della Pantera Rosa interpretato da Roberto Benigni.
Le scene con Roger Moore sono state girate in un solo giorno nei dintorni di Londra, mentre erano in corso le riprese di Agente 007 - Octopussy (1983).

## Distribuzione

### Home video
L'intera saga, in Italia, non è mai stata distribuita su Blu-ray (a parte il primo capitolo del 1963, La Pantera Rosa). Pantera Rosa - Il mistero Clouseau è un titolo molto ricercato da cultori e collezionisti, proprio in virtù della sua rarità.
L'unica edizione distribuita sul mercato italiano è la videocassetta in formato VHS, pubblicata dalla Metro-Goldwyn-Mayer nel 1991. Tuttavia l'edizione del DVD francese, intitolata L'héritier de la Panthère Rose, include il doppiaggio italiano.